# Теофред

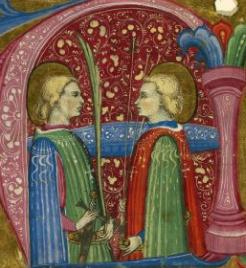
Свв. Маврикий и Теофред. Возм. Frate Nebridio da Cremona, c. 1460—1480

Теофред — святой мученик, воин Фивейского легиона. День памяти — 7 сентября.
Святой Теофред (Chiaffredo, Chiaffredus, Theofredus, Ciafrè, Chaffre, Teofredo, Jafredo, Jafredus, Eufredus, Jofredus, Sinfredus, Zaffredus), покровитель Салуццо, Италия, был родом из Египта. предание сообщает о нём, как о воине Фивейского легиона, не умученного вместе с остальными в Агаунуме (Agaunum, совр.Швейцария), но скрывшегося в Пьемонте и там умученного.
Свидетельство XIV века гласит, что ок. 522 года некто упал в пропасть неподалёку от Криссоло, но остался невредим. Местное население отнесло это чудесное спасение к обретению мощей крестьянином, пахавшим неподалёку. Таинственному скелету дали имя назвали «San Ciafrè», и место его упокоения легло в основу знаменитой молельни в Криссоло.
Первое документальное свидетельство почитания святого относится к 1387 году, когда Климент VII (антипапа) давал индульгенции тем, кто посещал храм в Криссоло и помогал в его восстановлении. Более позднее предание XVI века, записанное Guglielmo Baldesano, гласит, что Киафредо или Теофредо, воин из Фивейского легиона, скрылся в Пьемонте, что избежать поклонения поганым идолам, и был умучен в Криссоло ок. 270 года.
,